# Ікаль

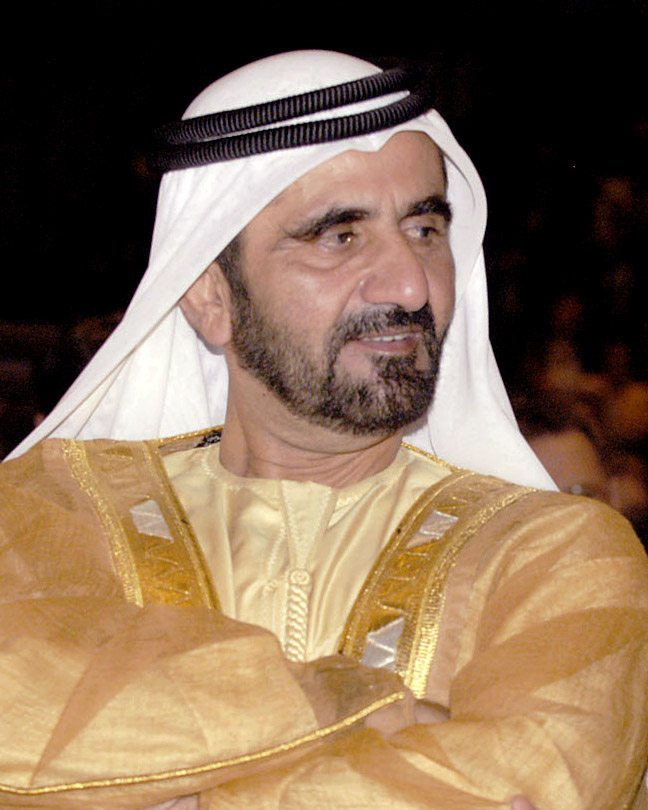

Ікаль (араб. عقال, ‘iqāl) — чорний подвійний шерстяний шнур, яким утримується на голові куфія.
Традиція носіння ікаля виникла від погоничів верблюдів, які на зупинках каравана клали віжки собі на голову, щоб не втратити їх.
Хрестоносці у бедуїнів запозичили ікаль, який у Франції отримав назву «бурелет».